# Dineutus productus
Dineutus productus es una especie de escarabajo del género Dineutus, familia Gyrinidae. Fue descrita científicamente por Roberts en 1895-01.
Habita en los Estados Unidos (Kansas y México). La especie mide 9.5–9.9 mm. Suele ser encontrado en corrientes lentas, con fondo de lodo.